# André Lavertujon
Pour les articles homonymes, voir Lavertujon.
André Lavertujon est un journaliste et homme politique français né le 26 juillet 1827 à Périgueux (Dordogne) et décédé le 1er septembre 1914 à Ault (Somme)

## Biographie
Justin-André Lavertujon est né le 26 juillet 1827 à Périgueux. Son père est imprimeur. Après ses études au collège de Bergerac puis de Périgueux, il débute à 22 ans dans le journalisme en 1849 comme collaborateur du Républicain de Dordogne. 
Il s'oppose au coup d'État du 2 décembre 1851. De retour en France après une période d'exil, il devient rédacteur en chef du journal La Gironde en 1855, où il continue à exprimer ses idées libérales opposées au Second Empire. 
Après diverses candidatures aux législatives en 1863 et 1869, il est élu conseiller général à Bordeaux en 1870, mais ne peut siéger à cause de la chute de l'Empire.
Secrétaire général du gouvernement et directeur de l'Officiel en 1870-1871, il est nommé en 1871 consul général à Amsterdam. Il quitte ses fonctions à la chute de Thiers en 1873 et retourne au journalisme. 
En 1879, il est battu en Gironde par Auguste Blanqui aux élections législatives et reprend sa carrière diplomatique en 1880, jusqu'en 1887, où il est élu sénateur de la Gironde et siège sur les bancs de la gauche modérée. Battu en 1897, il quitte la vie politique et se retire à Ault, dans la Somme où il meurt en septembre 1914.

### Sources
- « André Lavertujon », dans Adolphe Robert et Gaston Cougny, Dictionnaire des parlementaires français, Edgar Bourloton, 1889-1891 [détail de l’édition]
- « André Lavertujon », dans le Dictionnaire des parlementaires français (1889-1940), sous la direction de Jean Jolly, PUF, 1960 [détail de l’édition]
- Sylvie Guillaume, Dictionnaire des parlementaires d'Aquitaine sous la Troisième République, Presses Universitaires de Bordeaux, 1998, 624 p. (lire en ligne)